# Hohenpeißenberg
Hohenpeißenberg è un comune tedesco di 3 858 abitanti, situato nel land della Baviera. Vi è ubicato l'osservatorio meteorologico di Hohenpeißenberg, attivo dal 1781 e attualmente gestito dal servizio meteorologico tedesco.